# Pony International
Pony International o más comúnmente Pony es una marca estadounidense de zapatos y similares. Fue fundada en 1972 en Brooklyn y creció rápidamente. Para mediados de los '80 las ventas de Pony alcanzaron los 800 millones de dólares. Pony fue comprada por  Nike en 2008.

## Pony Argentina
Pony Argentina es una marca urbana y moderna. Mira a Brooklyn y retorna desde sus orígenes retornando al estilo retro, transformándolo en una gran cantidad de variables de diseño[cita requerida].